# Limburg United
O Limburg United é um clube profissional de basquetebol sediado na cidade de Limburgo, Bélgica que atualmente disputa a Liga Belga. Foi fundado em 2014 e manda seus jogos no ginásio Sporthal Alverberg que possui capacidade de 1.730 espectadores.